# 阿波罗多鲁斯 (卡鲁斯图斯)
阿波罗多鲁斯 (卡鲁斯图斯)（英語：Apollodorus of Carystus），约活动于公元前3世纪前后。新喜剧诗人，被称为“雅典人”。他著有47部剧，五次获胜。特兰斯改编了他的两出戏《丈母娘》与《弗尔米奥》。

## 扩展阅读
- Ancient Library.6
- Augustus Meineke, Historia Critica Comicorum Graecorum (1839)
- 本条目包含来自公有领域出版物的文本: Chisholm, Hugh (编).  (第11版). London: Cambridge University Press. 1911.